# جون إيمري (ممثل)
جون إيمري (بالإنجليزية: John Emery)‏ مواليد 20 مايو 1905 في نيويورك، الولايات المتحدة - الوفاة 16 نوفمبر 1964 في نيويورك، الولايات المتحدة، هو ممثل أمريكي بدأ مسيرته الفنية سنة 1937. من أعماله المسحورة. امتدت مسيرته الفنية لأكثر من 27 عاما.

## روابط خارجية
- جون إيمري على موقع IMDb (الإنجليزية)
- جون إيمري على موقع ألو سيني (الفرنسية)
- جون إيمري على موقع أول موفي (الإنجليزية)
- جون إيمري على موقع قاعدة بيانات برودواي على الإنترنت (الإنجليزية)
- جون إيمري على موقع قاعدة بيانات الأفلام السويدية (السويدية)
- جون إيمري على موقع إن إن دي بي (الإنجليزية)
- جون إيمري على موقع قاعدة بيانات الفيلم (الإنجليزية)
- جون إيمري على موقع كينوبويسك (الروسية)